# 拉斯季夫齊 (卡緬涅茨-波多利斯基區)
48°34′54″N 26°26′39″E / 48.58167°N 26.44417°E
拉斯季夫齊（烏克蘭語：Ластівці），是烏克蘭的村落，位於該國西部赫梅利尼茨基州，由卡緬涅茨-波多利斯基區負責管轄，始建於1512年，面積2.87平方公里，2001年人口591，人口密度每平方公里206.3人。